# 造園工事業
造園工事業（ぞうえんこうじぎょう）とは、整地、樹木の植栽、景石のすえ付け等により庭園、公園、緑地等の苑地を築造し、道路、建築物の屋上等を緑化し、又は植生を復元する工事を業とする建設業。

## 造園工事
工事の例示としては、 植栽工事、地被工事、景石工事、地ごしらえ工事、公園設備工事、広場工事、園路工事、水景工事、屋上等緑化工事、緑地育成工事
「植栽工事」には、植生を復元する建設工事が含まれる。
「広場工事」とは、修景広場、芝生広場、運動広場その他の広場を築造する工事であり、「園路工事」とは、公園内の遊歩道、緑道等を建設する工事である。
「公園設備工事」には、花壇、噴水その他の修景施設、休憩所その他の休養施設、遊戯施設、便益施設等の建設工事が含まれる。
「屋上等緑化工事」とは、建築物の屋上、壁面等を緑化する建設工事である。
「緑地育成工事」とは、樹木、芝生、草花等の植物を育成する建設工事であり、土壌改良や支柱の設置等を伴って行う工事である。